# Live Vanity Fair'96
『Live Vanity Fair'96』（ライヴ ヴァニティ フェア ナインティシックス）は、松田聖子のライブ・ビデオ。1996年12月1日に発売。発売元はマーキュリー・ミュージックエンタテインメント。

## 解説
同年6月から8月に行われたコンサート・ツアーの模様を収録したライブ・ビデオ。同年発売アルバム『Vanity Fair』収録曲を中心に披露。
実際の公演ではSony Records所属期の楽曲も披露されているが、本作にはいずれも収録されておらず、代わりに松田自身がコンサート・ツアーの内幕について語った模様が曲間に差し込まれている。Sony Records所属期楽曲も含めたフル・セットリストの映像は、同年にWOWOWで放送された。

## 収録曲
1. Opening
2. 明日へと駆け出してゆこう
3. “Live Vanity Fair”が完成するまで-Seikoが語るステージの内幕-Part1
4. Crazy Shopper
5. Darling You're The Best
6. “Live Vanity Fair”が完成するまで-Seikoが語るステージの内幕-Part2
7. もし、もう一度 戻れるなら
8. Dear My Children
9. ロマンティックにKissしましょう!!
10. “Live Vanity Fair”が完成するまで-Seikoが語るステージの内幕-Part3
11. I'll Be There For You（with Robbie Nevil）
12. “Live Vanity Fair”が完成するまで-Seikoが語るステージの内幕-Part4
13. あなたに逢いたくて〜Missing You〜
14. Ending